# Кузьминский, Константин Константинович
Константи́н Константи́нович Кузьми́нский (16 апреля 1940, Ленинград — 2 мая 2015, Лордвилл, Нью-Йорк, США) — русский поэт и эссеист, диссидент.

## Биография

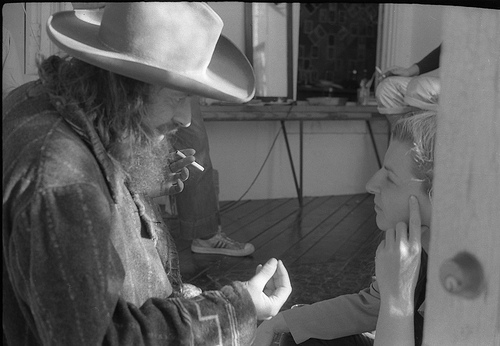
Константин Кузьминский с американской поэтессой перформанса Хедвиг Горски в Остине, штат Техас, 1981 год

Окончил школу с углублённым изучением английского языка в родном Ленинграде. Учился на биолого-почвенном факультете Ленинградского университета и на отделении театроведения Ленинградского института театра, музыки и кинематографии, но был отчислен из обоих вузов. Работал рабочим тарной фабрики, ликеро-водочного завода, рабочим сцены Мариинского театра, маляром в Русском музее, рабочим хозчасти Эрмитажа, рабочим геологической экспедиции и т. д.
С середины 1960-х гг. принимал самое активное участие в неофициальной литературной жизни Ленинграда, составил ряд самиздатских авторских книг (в том числе Иосифа Бродского, Станислава Красовицкого, Генриха Сапгира), самиздатскую «Антологию советской патологии». Собрал, совместно с Григорием Ковалёвым и другими лицами, значительный архив не опубликованных в Советском Союзе стихов различных авторов; смог переправить его за границу. Проводил квартирные выставки неофициального искусства у себя на бульваре Профсоюзов (ныне Конногвардейский бульвар). До эмиграции написал около трёхсот стихотворений, большинство из которых не публиковались в официальной советской печати (были немногочисленные публикации в газетах «Ленинские искры» и «Электросила»).
С 1975 г. в США, жил в Техасе, где преподавал русскую и английскую литературу в Техасском университете в Остине, затем жил в штате Нью-Йорк. С самого начала резко противопоставил себя основной группе русских литераторов-эмигрантов, придерживавшихся умеренных взглядов и консервативной эстетики. Публиковался в «левых» эмигрантских изданиях: альманахах «Мулета», «Черновик», «А—Я» и др.; в 1981 г. выпустил совместный сборник стихов с Эдуардом Лимоновым и Алексеем Цветковым.
Фундаментальный труд Кузьминского — «Антология новейшей русской поэзии у Голубой Лагуны» (девять томов начиная с 1980 г.). Это издание представляет собой наиболее обширное, систематизированное по регионам и поэтическим группам собрание поэзии самиздата 1950—1980-х гг., снабженное комментариями составителя.
Во второй половине 1990-х поселился в старом деревянном доме, «побывавш[ем] на своем веку почтой, железнодорожной станцией и охотничьим приютом», в деревне Лордвилл у реки Делавэр. Продолжал (контр)культурную деятельность и на седьмом и восьмом десятке лет: так, в 2009 году вышла (Лордвилл, самиздат) книга «Житие Василь Яклича Ситникова, написанное и нарисованное им самим», составленная в память художника К. К. Кузьминским, его супругой и Данасом Берзницким.
Скоропостижно скончался 2 мая 2015 года от сердечного приступа в своём доме в Лордвилле. Архив К. К. Кузьминского был приобретён Амхерстским центром русской культуры.

## Критика
С жёсткой критикой Константина Кузьминского выступал, в частности, поэт и переводчик В. П. Бетаки: «[О Кузьминском, работавшем экскурсоводом в Ленинграде.] С рыжей бородой и озорным взглядом — поэт, болтун, сплетник, и, честно говоря, редкостный бездельник, но обаятельный и весёлый. День Кузьминского, когда он не был занят на экскурсиях, проходил в очень спешных делах. Он шел куда-то, по дороге кого-нибудь встречал, менял направление и шёл дальше с этим встреченным, но опять не доходил до места, если встречался кто-то ещё, тогда он шел уже с этим новым кем-то, оставив первого кого-то, потом встречался ещё кто-то, Костя шел с ним, но… Так за весь день он, случалось, никуда и не приходил.
Он, весьма не глупый, отлично понимал, что возможности его, как поэта, невелики, и, как чаще всего в таких случаях бывает, выпендривался изо всех сил и придумывал довольно изобретательно новые и новые виды эпатажа.
Экскурсии он водил бойко, знания у него были предельно поверхностные, но язык подвешен прекрасно и даже опасно. <…>
[О Кузьминском в эмиграции в США.] <…> Три четверти объёма этой антологии [„У Голубой Лагуны“] — сплетни, а на оставшуюся четверть приходится очень много графомании, причем все стихи своих друзей и собутыльников Костя объявил гениальными. Несмотря на крайнюю небрежность этого издания (оглавление зачастую не соответствует тексту), многие теперь им активно пользуются, как справочником, дающим прекрасное представление об определённом круге людей в определённое время и в определённом месте. <…>
В поведении Костя — клоун, и мне кажется, что его не такая уж веселая клоунада замешана прежде всего на зависти, отсюда и желание быть на виду, хоть посредством скандала. Стремление к скандалу у него — патологическое <…>
Зрителей [в своём жилище в городе Нью-Йорке] он часто встречал голышом или в крайнем случае в распахнутом халате и в сопровождении борзой.
Короче говоря, развлекался, как и прежде, эпатажем. Всё-таки очень важной заботой в его жизни было старание быть на виду. Лишь бы его поминали, а уж в каком контексте — не так важно. Хоть бы и матерно. Вот и я к его вящему удовольствию именно так его тут и поминаю. Он ведь мне всё равно симпатичен».
Не меньше и противоположных мнений:
Владислав Кулаков: «Кузьминский — enfante terrible русской поэзии — своим стилем и имиджем может шокировать кого угодно. Он давно разругался с доброй половиной художественно-литературной эмиграции, а о советском литистеблишменте иначе как нецензурно он, кажется, вообще никогда не выражался. Но одно дело имидж и личные вкусы (об этом мы ещё поговорим), и совсем другое — результаты многолетней издательской работы. А они, как говорится, налицо. Девять обильно иллюстрированных толстенных томов (по 800—900 страниц) альбомного формата. Фотографии, документы, живопись, графика, авторские автографы (много факсимильной печати), воспоминания, комментарии — огромное количество информации. И, конечно, стихи, море стихов. Кузьминский в этом море — как рыба в воде. И прислушаться к его мнению, пусть и выраженному в сколь угодно экзотической форме, уверяю вас, стоит».
Джон Э. Боулт: «Более невероятного составителя, более иконоборческого публициста, более нетерпимого комментатора, чем Г-н Кузьминский, всем известный своими капризами, трудно было бы и представить. Но самое любопытное, что именно Г-н Кузьминский оказался единственной кандидатурой для этого непомерного труда. Подобно тому, как поэт Бенедикт Лифшиц, вращавшийся в центре русского авангарда, стал автором достоверных мемуаров о русском футуризме, Константин К. Кузьминский, верный рыцарь диссидентской музы и центральная фигура ленинградского полусвета, должен был воссоздать словесный образ второй советской литературы»..
Переводчик поэзии Георгий Бен пишет в записке к Эмме, жене К. Кузьминского: «…я решительно не согласен, что костина мечта сделать антологию — это никому не нужно. Разумеется, вы совершенно правы, говоря, что это не нужно „континентовской“ мафии и ещё многим литературным пиратам. Но это нужно — нужно — и нам, немудреным читателям, знающим русский язык, да и (с дальним прицелом), может быть, и американцам и жителям других стран, интересующимся Россией. Конечно, таких тиражей, какие имеет Шекспир или Толстой, Костя себе не добьется, и я очень допускаю, что миллионером Костя на этой антологии не станет. Но если хочешь становиться миллионером, то надо бросать литературу и открывать ресторан. И, кстати, не будь костина работа нужна, не было бы „института русской культуры“ и всех этих сборников, которые ведь не на манну небесную набираются, брошюруются и распределяются»..

Составленная им вместе с Григорием Ковалевым антология «У голубой лагуны» вошла в историю. Конечно, антология — это не только тексты поэтов андеграунда, это и комментарии Кузьминского, весьма специфические, и зачастую к литературе не имеющие отношения. Антология оказалась не только вкладом Кузьминского в литературный процесс, но и его авто"pr"-ом. «Pr»-ом профессиональным, можно сказать, гениальным. И главное — оправданным. Все дело в том, что Кузьминскому есть что пиарить. Он действительно талантливый поэт, недооцененный, а фактически и неизвестный. Его книжечки «Послания к тямпе», «Стихи о мадьярке» и т. д. выходили в Америке крошечными тиражами и кроме группы товарищей (к коим когда-то принадлежал и пишущий эти строки) их мало кто видел. Но время Кузьминского придет, интерес к своей персоне он обеспечил, стихи прочтут позднее. И оценят. Это и есть конечная цель поэта, в данном случае Кузьминского.
— Евгений Степанов

## Фильм
В 2006 году режиссёр Андрей Загданский снял документальный фильм «Костя и Мышь», о поэте и его жене, Эмме Кузьминской, по прозвищу Мышь. На международном кинофестивале о правах человека «Сталкер» (2006) фильм был удостоен специального диплома жюри.

## Награды
- 1997 — Лауреат Премии Андрея Белого. Номинация «За заслуги перед литературой».
- 2020 — Лауреат Georgievich Award. Награждён орденом «С Благодарностью от Человечества!».

## Дискография
2015 — Стихи. Архивные записи.